# Biographie illustrée de Xuanzang
La Biographie illustrée de Xuanzang (玄奘三蔵絵, Genjō Sanzō-e), parfois titrée Rouleaux illustrés des légendes de l’école Hossō (法相宗秘事絵詞, Hossō-shū hiji ekotoba), est un emaki datant de la fin de l’époque de Kamakura, au début du XIVe siècle.

## Contexte
Apparu au Japon grâce aux échanges avec l’Empire chinois, l’art de l’emaki se diffusa largement auprès de l’aristocratie à l’époque de Heian (794–1185). Un emaki se compose d’un ou plusieurs longs rouleaux de papier narrant une histoire au moyen de textes et de peintures de style yamato-e. Le lecteur découvre le récit en déroulant progressivement les rouleaux avec une main tout en le ré-enroulant avec l’autre main, de droite à gauche (selon le sens d’écriture du japonais), de sorte que seule une portion de texte ou d’image d’une soixantaine de centimètres est visible. La narration suppose un enchaînement de scènes dont le rythme, la composition et les transitions relèvent entièrement de la sensibilité et de la technique de l’artiste. Les thèmes des récits étaient très variés : illustrations de romans, de chroniques historiques, de textes religieux, de biographies de personnages célèbres, d’anecdotes humoristiques ou fantastiques,…
La production des emaki est très soutenue durant l’époque de Kamakura (1185-1333), notamment en raison de l’émergence de nombreuses écoles bouddhiques qui alimentent le besoin en images religieuses. Parmi les principaux thèmes religieux de l’époque figurent les emaki sur la fondation des temples et des écoles (engi), ainsi que sur la vie de moines illustres (eden ou shōnin), genres auxquels se rattache le Genjō Sanzō-e,.

## Historique
La Biographie illustrée de Xuanzang date de la première moitié du XIVe siècle à la fin de l’époque de Kamakura (1185-1333) et est généralement attribuée au peintre Takashina Takakane, directeur de l’atelier de peinture de la cour impériale (e-dokoro), ou bien à un autre peintre de l’atelier. Selon des documents historiques, l’emaki était conservé au Daijō-in dans le temple bouddhique Kōfuku-ji de Nara, le commanditaire de l’œuvre et centre de l’école Hossō-shū au Japon,. Précieuse et révérée, la Biographie illustrée de Xuanzang n’était consultable que par un nombre restreint de personnes, dont l’empereur. De nos jours, elle est entreposée au musée d'art Fujita d’Osaka et est classée trésor national au patrimoine culturel du Japon depuis le 20 juin 1969,.
Les documents historiques font mention d’un autre emaki plus ancien sur la vie du moine Xuanzang, réalisé au début de l’époque de Kamakura et lui aussi conservée au Daijō-in, si bien qu’il est fort possible que l’actuelle version du musée d’art Fujita en soit en partie inspirée.

## Description

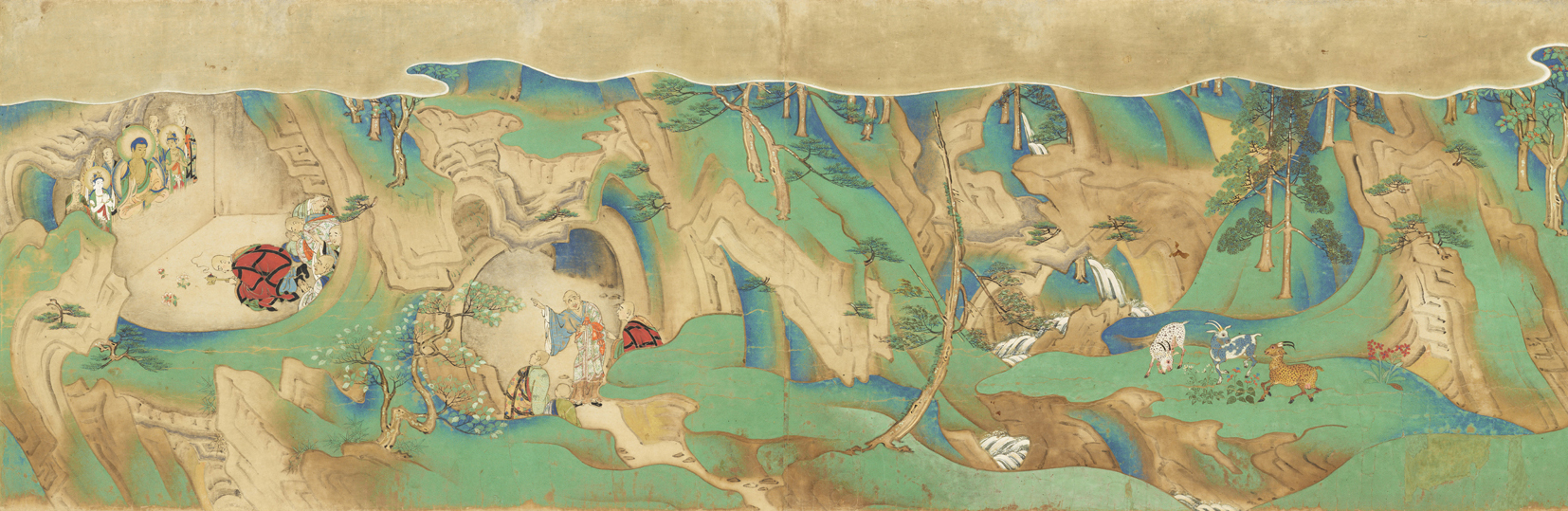
Rouleau 1, scène 4 (détail). Le jeune Xuanzang est en rêve sur le point de traverser un chemin de lotus pour atteindre le mythique mont Meru.

L’emaki narre de façon légendée la vie du moine bouddhique chinois Xuanzang ou Hiuan-tsang (602-664), appelé Genjō au Japon, ainsi que les origines de l’école bouddhique Hossō-shū. Il est resté dans l’histoire pour ses pèlerinages en Inde, sur laquelle il a produit des écrits importants, ainsi que pour ses traductions depuis le sanscrit de nombre de sutras et de textes religieux. Il est l’un des principaux patriarches de l’école Hossō, fondée par son disciple Kuiji.
L’emaki compte douze rouleaux de papier peints et calligraphiés mesurant environ quarante centimètres de hauteur et entre un et deux mètres de longueur. Les neuf premiers rouleaux portent sur le pèlerinage et les péripéties de Xuanzang en Inde. Les dixième et onzième rouleaux narrent son retour en Chine et son entreprise de traduction de sutras. Le dernier rouleau rapporte les derniers actes de Xuanzang avant sa mort. En montrant les pèlerinages de Xuanzang sur les sites sacrés du bouddhisme original ainsi que son érudition et sa proximité avec de grands patriarches indiens et l’aristocratie chinoise, l’emaki souligne clairement la légitimité de l’école Hossō à une époque où les anciennes écoles de Nara sont contestées par de nouveaux courants du bouddhisme japonais, dont les écoles de la Terre pure (jōdo).
Le format des rouleaux est le suivant :
1. 40,3 × 1 729 cm (H × L), 29 feuilles de papier, 6 sections ;
2. 40,3 × 1 917,9 cm (H × L), 32 feuilles de papier, 6 sections ;
3. 40,3 × 1 746,5 cm (H × L), 31 feuilles de papier, 7 sections ;
4. 40,5 × 1 696,3 cm (H × L), 29 feuilles de papier, 7 sections ;
5. 40,5 × 1 395,2 cm (H × L), 24 feuilles de papier, 6 sections ;
6. 40,5 × 1 732,6 cm (H × L), 30 feuilles de papier, 7 sections ;
7. 40,5 × 1 774,8 cm (H × L), 29 feuilles de papier, 9 sections ;
8. 40,5 × 1 659,2 cm (H × L), 27 feuilles de papier, 5 sections ;
9. 40,5 × 1 204,5 cm (H × L), 20 feuilles de papier, 4 sections ;
10. 40,2 × 1 270,6 cm (H × L), 20 feuilles de papier, 5 sections ;
11. 40 × 1 557,5 cm (H × L), 25 feuilles de papier, 8 sections ;
12. 40,2 × 1 436,2 cm (H × L), 23 feuilles de papier, 6 sections.

## Style pictural

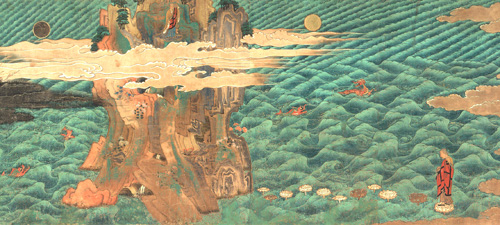
Rouleau 4, scène 1 (détail). Pèlerinage à la caverne du dragon où le Bouddha historique et d'autres déités apparaissent lumineux à Xuanzang à la suite des prières de ce dernier.

Le rouleau présente au total 76 sections composées chacune d’un texte et d’une peinture, les tendances à la fin de l’époque de Kamakura étant à la multiplication des illustrations. Le trait, proche de celui du Kasuga gongen genki-e de Takashina Takakane, est typique de la peinture académique et raffinée de l’e-dokoro de la cour à la fin de l’époque de Kamakura, avec de grandes qualités techniques mais manquant de vigueur artistique. Les peintures sont généralement courtes, couvrant entre une et trois feuilles de papier. Leur composition est axée sur l’aspect narratif en soulignant l’évolution du personnage et en reliant intelligemment les moments importants du récit. Leur valeur artistique est cependant moindre que dans les emaki plus anciens, avec des transitions très abruptes entre scènes et l’usage parfois arbitraire de brumes pour structurer les compositions.
Le peintre fait usage de couleurs vives où dominent par souci d’exotisme le vert et l’orange, ainsi que de poudre d’argent et d’or dans un but décaratif. Comme la quasi-totalité de ses contemporains, l’artiste ne connaît rien de l’Inde, et n’a qu’une vague idée de la Chine à travers des documents iconographiques. Il n’est donc pas surprenant que les rouleaux arborent surtout des motifs japonais (plantes ou architecture par exemple), ainsi que des éléments pseudo-chinois ou inventés.
Une grande minutie est accordée à la représentation des visages et des décors des peintures (maison, plantes...).